# مارینو وینا
مارینو وینا (ایتالیایی: Marino Vigna؛ زادهٔ ۶ نوامبر ۱۹۳۸) دوچرخه‌سوار اهل ایتالیا است.
وی در مسابقات کشوری و بین‌المللی در مجموع برندهٔ ۱ مدال طلا شده‌است.